# Pseudosinella decipiens
Pseudosinella decipiens är en urinsektsart som beskrevs av Denis 1924. Pseudosinella decipiens ingår i släktet Pseudosinella, och familjen brokhoppstjärtar. Arten är reproducerande i Sverige.